# The Skyscraper (Dubái)
The Skyscraper es un rascacielos con la construcción parada, que se localiza en la zona de Business Bay, en Dubái (EAU). Se espera que su altura final sea de 330 m y tenga 66 plantas. Su obra comenzó en el 2006, y desde entonces ha sufrido retraso tras retraso, y lleva desde el 2009 sin superar el nivel de la calzada. Con los constantes retrasos puede que su altura final y su fecha de finalización varíen mucho. Si llegara a finalizar hoy, se convertiría en el 17º rascacielos más alto de Dubái.